# Karenni nép
A karenni  (burmai: ကရင်နီ, szó szerint "vörös kareni") nép, más néven kayah nép, a kareni nép egyik népcsoportja Mianmarban. 
Többségük Kayah államban él. Őseik valószínűleg Dél-Kínából vándoroltak Mianmarba. Nyelvük a kareni nyelvek közé és így a tibeti-burmai nyelvcsaládba tartozik.
A brit közigazgatás alatt a karenniek egy meghatározóan autonóm államban éltek, amelyet 1947-ben a Burmai Unióhoz csatoltak. A folyamatos polgárháborúk miatt azonban az 1980-as évektől kezdve sok karenni Thaiföldre menekült, ahol jelenleg a thai-mianmari határ közelében lévő ENSZ menekülttáborokban élnek.

## Történelem
A karenni államok a karenni nép által lakott kis fejedelemségek együttese volt. A burmai brit uralomig függetlenek voltak, és hűbéri kötelék fűzte őket a burmai királysághoz. Az államok északon Mon, Hsatung és Mawkmai Shan államokkal, keleten Thaifölddel, délen Alsó-Burma Papun körzetével, nyugaton pedig a Karen-hegységgel voltak határosak. A brit uralom idején a karennieknek katonai és rendőrségi helyőrsége volt, amely Loikaw faluban állomásozott.
A brit kormány hivatalosan elismerte és garantálta a karenni államok függetlenségét a Mindon Min burmai királlyal kötött 1875-ös szerződésben, amelyben mindkét fél elfogadta, hogy a terület nem tartozik sem Burmához, sem Nagy-Britanniához. Következésképpen a karenni államokat soha nem csatolták teljes mértékben Brit-Burmához. A karenni államokat 1892-ben ismerték el Brit-Burma adófizető államaként, amikor uralkodóik beleegyeztek abba, hogy támogatást fogadjanak el a brit kormánytól. Az 1930-as években a bawlake-i Mawchi bánya volt a világ legfontosabb volfrámforrása. 
A Burmai Unió 1947-es alkotmánya kimondta, hogy a három karenni államot egyetlen alkotóállammá egyesítik, Karenni Állam néven. Az alkotmány rendelkezett az Uniótól való elszakadás lehetőségéről is 10 év elteltével. 1952-ben a korábbi Shan államot is hozzáadták, és az egészet Kayah államra nevezték át, valószínűleg azzal a szándékkal, hogy éket verjenek a Kayah állambeli karenni nép, és a többi, Karen (Kayin) államban élő (szintén) kareni népek közé, amelyek szintén a függetlenségükért harcoltak. 

A megosztás nem sikerült, a karenniek a többi kareni néppel együtt harcoltak a mianmari diktatúra ellen. Katonai szervezetük, a Kareni Nemzeti Felszabadítási Hadsereg (KNLA)  az 1980-as években már 20 000 tagot számlált. A KNLA politikai ága, a Kareni Nemzeti Unió (KNU) ugyanakkor arra törekedett, hogy a konfliktust politikai eszközökkel oldja meg. 1992-ben kinevezte Cey-Bert Róbertet nemzetközi nagykövetévé, akinek diplomáciai erőfeszítési nyomán 1993-ban a KNU-t felvették a Képviseletlen Nemzetek és Népek Szervezetébe (UNPO).

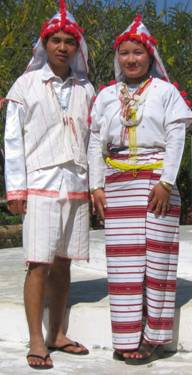
Karenni népviselet

A fegyveres konfliktus azonban nem ért véget, a KNU új főhadiszállása Mu Aye Pu-ba került, a burmai-thai határra. 2004-ben a BBC segélyszervezetekre hivatkozva úgy becsülte, hogy az évtizedek óta tartó háború során akár 200 000 karenit, köztük karennit is elűztek otthonukból, és további 160 000 él a határ thaiföldi oldalán lévő menekülttáborokban. A legnagyobb menekülttábor a thaiföldi Tak (ตาก) tartománybeli Mae La-ban található, ahol mintegy 50 000 kareni menekültet látnak el.
2010 februárjában készült jelentések szerint a burmai hadsereg folyamatosan felégeti a kareni falvakat, több ezer embert telepített ki. Sok kareni, köztük olyan emberek, mint Padoh Mahn Sha Lah Phan, a KNU korábbi titkára és lánya, Zoya Phan, etnikai tisztogatással vádolták a mianmari katonai kormányt. Az amerikai külügyminisztérium a vallásszabadság elnyomása miatt is vádolta a burmai kormányt.

## Kultúra
A karenniek különféle szellemekben hisznek, amelyek jól, rosszul vagy közömbösen viselkednek az emberekkel. A szellemek az emberek körül élnek, és hús és alkohol formájában áldozatokat kapnak. Ha a szellemek segítségével akarják megjósolni a jövőt, akkor ezt csirkecsontok, sertés- vagy tehénmáj megnézésével teszik - hasonlóan az észak-thaiföldi lahu tojásorákulumhoz. Bizonyos rituálék és saját rituális zenéjük arra szolgálnak, hogy megbizonyosodjanak a szellemek közelségéről. A szellemek felett egy Ywa nevű legfelsőbb lény áll, akit az emberek közvetlenül nem szólíthatnak meg, és aki semmilyen befolyást nem gyakorol rájuk.
Az éves ünnepek és a szellemidézési rituálék alkalmával egy több gongból álló zenekar lép fel, amely Délkelet-Ázsia számos falujában hasonlóan megtalálható, de zenei stílusában eltér a többitől. Minden karenni falunak saját, köztulajdonban lévő hangszerekkel rendelkezik. Különösen értékesek és mágikus jelentőségűek a régi bronz üstgongok, amelyek felső peremén négy békafigura látható (kloh, "békadob"). Egy tipikus együttes két, kézben tartott púpos gongból, egy pár cintányérból és egy hosszú, karcsú, csőszerű dobból áll. A szórakoztató táncdalokat pánsípok és esetleg egy kétfenekű dob kíséri.
A karenniek rendelkeznek néhány bambuszból készült hangszerrel is. Van két különböző méretű spárga xilofonjuk, amelyeknek körülbelül nyolc rúdja hasított bambuszcsövekből áll. Más, ferdén vágott, meghatározott hangmagasságú bambuszcsöveket gongok helyett ütögetnek egymáshoz. Az olyan csöves citerát, amelynek húrjait a bambuszcső külső rétegéből vágták ki ting-tungnak nevezik. Felépítésében megfelel az India legészakkeletibb részén élő garo népek csigringjének, a kelet-indonéziai sasandónak vagy a madagaszkári valihának.

## Fordítás
Ez a szócikk részben vagy egészben  a   Kayah (Volk) című német Wikipédia-szócikk ezen változatának fordításán alapul.  Az eredeti cikk szerkesztőit annak laptörténete sorolja fel. Ez a jelzés csupán a megfogalmazás eredetét és a szerzői jogokat jelzi, nem szolgál a cikkben szereplő információk forrásmegjelöléseként.
Ez a szócikk részben vagy egészben  a   Karenni people című angol Wikipédia-szócikk ezen változatának fordításán alapul.  Az eredeti cikk szerkesztőit annak laptörténete sorolja fel. Ez a jelzés csupán a megfogalmazás eredetét és a szerzői jogokat jelzi, nem szolgál a cikkben szereplő információk forrásmegjelöléseként.